# CONCACAF Futsal Club Championship
Il CONCACAF Futsal Club Championship è l'unica competizione continentale di calcio a 5 per club organizzata dalla CONCACAF. È riservata alle squadre vincitrici dei rispettivi campionati nazionali.

## Albo d'oro
| Stagione | Sede                | Campione   | Risultato     | Secondo posto | Terzo posto | Risultato     | Quarto posto |
| -------- | ------------------- | ---------- | ------------- | ------------- | ----------- | ------------- | ------------ |
| 2014     | Città del Guatemala | Glucosoral | 4–4 (5-4 dcr) | Borussia      | Sidekicks   | 1–1 (2-1 dcr) | Habana       |
| 2017     | Tegucigalpa         | Grupo Line | 5–4           | Utah Elite    | Soyapango   | 4–4 (5-4 dcr) | Habana       |

## Statistiche

### Club
| Titoli | Squadra    | Anni |
| ------ | ---------- | ---- |
| 1      | Glucosoral | 2014 |
| 1      | Grupo Line | 2017 |

### Vittorie per nazione
| Titoli | Nazione    | Squadre        |
| ------ | ---------- | -------------- |
| 1      | Guatemala  | Glucosoral (1) |
| 1      | Costa Rica | Grupo Line (1) |